# 피토 튜브
피토 튜브(Pitot tube)는 유체의 흐름 속도를 측정하는 계측 센서로 발명자인 앙리 피토를 기념하여 명명되어 앙리 다르시에 의해 개량되었다. 항공기의 속도계, 풍동 등에 사용된다.

## 구조
기본적인 구조는 2중의 관으로 이루어지며 안쪽 관은 앞단 부분에, 외측의 관은 측면으로 각각 구멍이 열려 있다. 두 개의 관은 안쪽에서 압력센서를 사이에 두어서 그 압력 차이를 잴 수 있게 되어 있다.
센서의 앞단을 흐름 방향에 맞추고, 측면의 구멍(외측의 관)은 흐름의 영향을 받지 않기 때문에 여기에는 정압을 생성된다. 한편, 앞단에 있는 구멍(안쪽의 관)에는 정압과 흐름에 의한 동압을 합한 정체압이 걸린다. 이와 같이, 측면 구멍(정압구멍)을 통해 한번에 전체 압력과 정압 모두를 측정하는 타입을 피토 정압 튜브라고 불린다. 좁은 의미에서 센서는 측면으로 정압용 구멍을 가지지 않고, 전체 압력만을 측정하는 것이다. 이 경우 정압은 센서와 다른 위치에 설치된 정압구멍으로부터, 센서 혹은 계기로 유입된다.

## 항공기의 피토 튜브

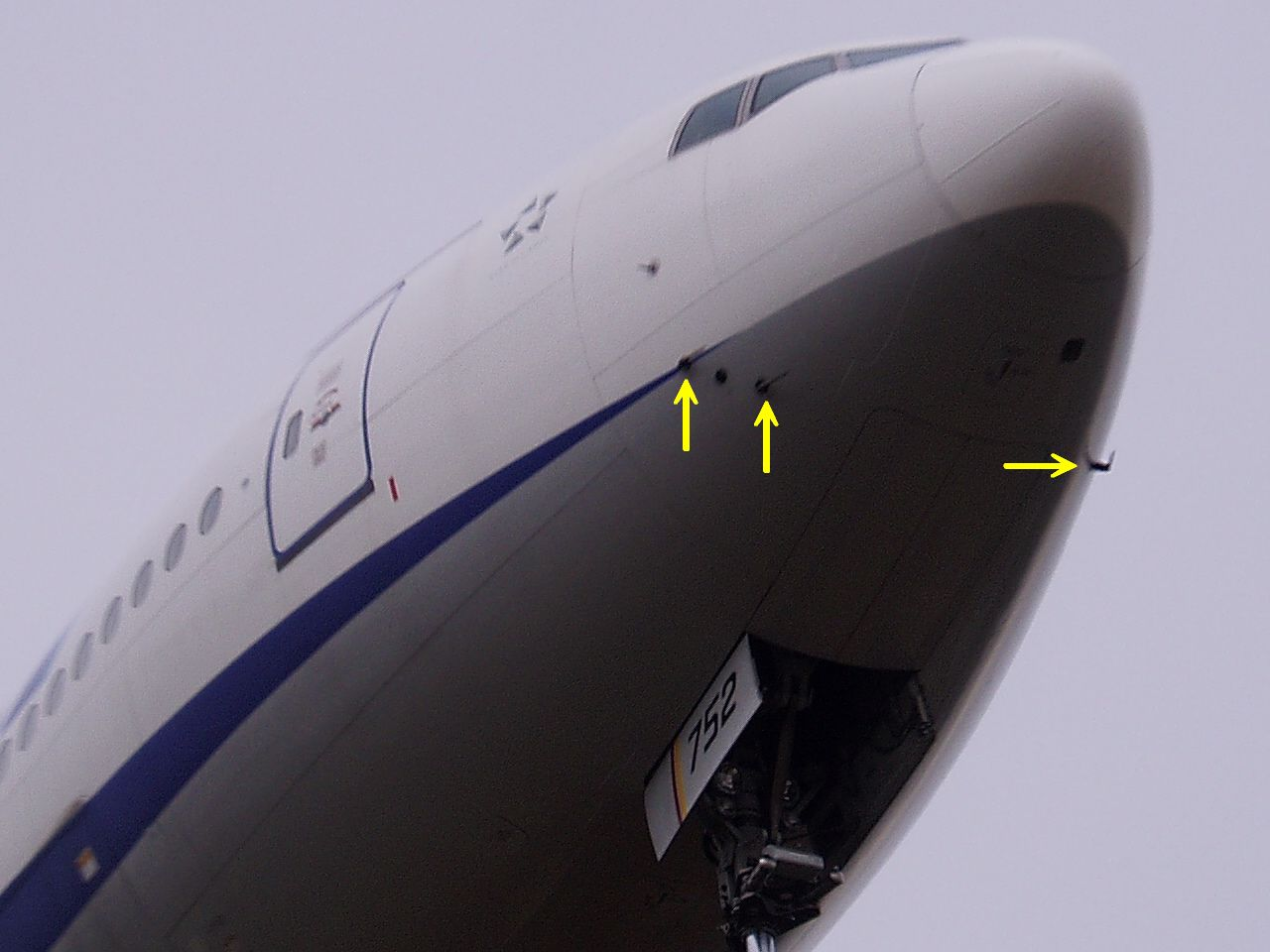
보잉777(Boeing 777)의 피토 튜브 위치

어느 정도 이상 고속의 항공기에서 피토 튜브는 가장 일반적인 속도 계측 수단이다(비행선 정도의 저속이 계측 하한선이다). 다른 항공기에 비해 상대적으로 양력이 적은 제트 전투기 등에서는 특히, 착륙시 대기속도를 모르는 것은 치명적이므로 이륙전에 피토 튜브를 씌운 커버 제거 확인 작업이 매우 중요하다.

### 설치 위치
정확한 측정을 위해서 피토 튜브는 항공기 경계층의 외측이면서 흐름의 산란이 작은 장소에 설치된다:
기수 앞단 - 현대의 전투기이나 다소 미라주 F1에 많다. 또한 시험 비행을 실시하는 프로토 타입의 항공기에서는 한층 더 정확한 계측이 요구되기 위해 긴 붐 형태로 설치되는 경우가 많다.
기수 측면 - 여객기나 헬리콥터에 많다. 측풍의 영향도 고려해서 보통 기수의 양측면에 설치된다.
날개 밑 - 단발의 소형 프로펠러기 등에서 기수에 설치할 수 없는 경우, 동체로부터 약간 떨어진 날개 아래쪽 면에 놓이는 일이 있다.
기수 측면과 날개 밑의 경우, 유속이 늦은 항공기 경계층으로부터 거리를 얻기 위해서 보통 L자형으로 굽힐 수 있다. 정압구멍을 따로 가지는 시스템의 경우, 측풍에 의한 오차를 경감하기 위함이다. 정압구멍은 보통 동체 양측면에 설치된다.

## 실측
|                                                                                               |                                                                |
| 피토 튜브(Pitot tube) 안쪽, 유체흐름 (바깥쪽), u: 유체속도(Fluid velocity) , h : 압력차(차압) | 피토관은 속도가 압력과 어떻게 상관있는지를 잘 보여주는 예이다. |

{\displaystyle u={\sqrt {{2h} \over {\rho }}}}
{\displaystyle \rho }는 해당 유체의 밀도

## 같이 보기
- 벤추리 미터
- 오리피스 미터